# Vasek Pospisil
Vasek Pospisil (n. el 23 de junio de 1990 en Vernon, Canadá) es un exjugador profesional de tenis canadiense. Es el cuarto canadiense mejor clasificado en individuales y el tercero en dobles por lo que es un miembro importante del Equipo de Copa Davis de Canadá.

## Biografía
Vasek Pospisil (Nombre original en checo: Vašek Pospíšil) es un joven tenista canadiense (23 de junio de 1990, Vernon - Columbia Británica), afincado en Vancouver, es hijo de inmigrantes checos (Miloš y Mila). Tiene dos hermanos también jugadores de tenis a nivel amateur. Comenzando a jugar al tenis con 5 años, se encuentra actualmente bajo las órdenes del también canadiense Frédéric Niemeyer, exjugador de tenis y exmiembro del equipo de la Copa Davis.

## Carrera júnior
Pospisil llegó a su primera final junior en 2005, en el Canadá Sub-18, junto a su compatriota Graeme Kassautzki. Ambos ganaron en dobles. Un año más tarde, vendría de nuevo su segundo título, también en dobles, en la Copa Príncipe en Estados Unidos junto su amigo Milos Raonic. Posteriormente ganaría dos títulos más en dobles en República Checa en enero-febrero de 2007 y la Copa del Gurú en Italia en abril-mayo.
En individuales, ganó el ITF Junior Championships Flevoland en Holanda, el Canadá ITF Junior Championships y el Canadá Sub-18 ITF (evento de Ranking Mundial).
Pospisil ganó dos eventos más en dobles y fue finalista tres veces más. Coronó su verano al llegar a la final del Abierto de Estados Unidos júnior en dobles junto con Grigor Dimitrov. La pareja perdió ante Jonathan Eysseric y Inzerillo Jérôme. En diciembre, ganó el prestigioso Orange Bowl de dobles.
En 2008 llegó a la final de dobles del Abierto de Australia júnior junto con César Ramírez y perdió por 6-3, 5-7 y 5-10.

## Carrera profesional

### 2007
Pospisil ganó su primer partido profesional en el Future Canadá F1 derrotando a Christian Paiz por 2-6, 6-2 y 6-1. En segunda ronda perdió ante Rob Steckley en sets corridos. En dobles junto a Milos Raonic perdieron en primera ronda en tres sets. A la semana siguiente, Pospisil perdió en la primera ronda de dobles e individual del Canadá F2. Una semana más tarde, en el Canadá F3, se coronó campeón en dobles junto a Érik Chvojka. En individuales perdió en primera ronda.
A fines de mayo, Pospisil compitió en el cuadro principal de dobles en la República Checa F4, y alcanzó la segunda ronda. A la semana siguiente, la pareja perdió en primera ronda del Abierto de UniCredit Checa, así Pospisil jugó su primer Challenger. En julio, Pospisil jugó el Challenger de Granby gracias a una invitación para individuales. Perdió ante el italiano Stefano Ianni en sets corridos. En dobles, él y Chvojka perdieron en la primera ronda. Una semana más tarde volvió a perder en la primera ronda del Abierto de Vancouver Odlum Brown de dobles, en esta ocasión junto a Adam Davidson.
Más tarde Pospisil jugó en dobles el Alemania F18 en octubre, donde él y Vogeli alcanzaron la segunda ronda. 
Pospisil cerró el año 2007 en el puesto n.º 1461 de individuales y n.º 1111 de dobles.

### 2008
En noviembre de 2008, Pospisil jugó bien ante un jugador de mayor ranking que él (n.º 301) perdiendo por 6-2, 6-7 y 4-6. Luego, llegó a la segunda ronda del Future de Nicaragua F1.
Pospisil terminó con un récord de 8-18 jugando casi todos los Futures. Cerró su año en el puesto n.º 1132 de individuales y n.º 437 de dobles.

### 2009
Pospisil comenzó el 2009 perdiendo en la ronda final de clasificación del Future de Estados Unidos F1 y México F1. Luego se clasificó para el México F2 y llegó a la segunda ronda perdiendo ante otro canadiense, Adil Shamasdin. Más tarde pierde en primera ronda de los Estados Unidos F4 y 5. Vasek, llegó a los cuartos de final de Canadá F2 y a las semifinales de Canadá F3.
En dobles, llegó a las semifinales de México F1 con Jan Blecha. También alcanzó las semifinales de Canadá F3 junto a Milos Raonic. Luego llegó a la final de Estados Unidos F8 con Ryan Young. Y jugando con el también canadiense Adil Shamasdin alcanzaron las semifinales de México F3 y más tarde ganaron los torneos de México F4 y F5.
Más tarde en singles, llegó a los cuartos de final de México F3 (cancha dura), semifinales de México F4 (canchas duras), cuartos de final de México F5 (canchas duras) y semifinales de México F6 (tierra batida). Con estas participaciones llegó al puesto n.º 837.
En junio, Pospisil jugó el Challenger de Kosice pero perdió en segunda ronda de singles y primera ronda de dobles. A la semana siguiente jugó el Challenger de Bytom y perdió en primera ronda. Luego en el Challenger de Constanta perdió en la última ronda de clasificación.
En julio, llegó a la segunda ronda de Estados Unidos F16 de singles. En dobles con Raonic llegaron a semifinales. A la semana siguiente, en el Estados Unidos F17, llegó a la final pero perdió ante Michael Venus por 7-6, 4-6 y 4-6. En dobles con Raonic ganaron el torneo.
Después de una semana de descanso, Pospisil perdió en la primera ronda del Challenger de Granby luego de haber recibido una wild-card. En dobles con Raonic perdieron en los cuartos de final. A la semana siguiente, en el Challenger de Vancouver perdió en la segunda ronda de clasificación. En dobles, perdieron en primera ronda del cuadro principal.
Pospisil jugó la fase de clasificación para acceder al Masters de Canadá 2009 pero perdió en la primera ronda. A la semana siguiente alcanzó los cuartos de final de Rumania F14. En dobles, él y su pareja (Marius Copil) ganaron el torneo sin ceder un set. Una semana más tarde, en el Future de Rumania F15, Vasek llegó a las semifinales perdiendo por 6-3, 6-7 y 6-7. En dobles, llegó a la final perdiendo 10-12 en el mini-set. En la primera semana de septiembre, Pospisil, perdió en la segunda ronda de la clasificación para el Challenger de Brasov. En el Future de Italia F28, llegó a las semifinales. En dobles junto con Marcus Willis ganaron el torneo. A la semana siguiente, en el Future de Italia F29 se llevó el título al ganar en la final a Francesco Piccari por 6-7, 6-3 y 6-3. En dobles junto con Willis llegan otra vez a la final pero esta vez pierden. Dos semanas más tarde, Vasek en muy buena forma consigue ganar el Future de Italia F30 sin ceder un set. En este Future no jugó dobles. Con estas participaciones logra llegar al puesto n.º 436 ATP en singles y en dobles logra otro récord llegando al puesto n.º 195 ATP.
Después de estar tres semanas sin jugar, Pospisil ganó el México F12(en Ciudad Obregón, Sonora) de singles sin perder un set al derrotar a Daniel Garza 7-6(0) y 6-3. En dobles con Nima Roshan también consiguieron el título. A la semana siguiente ganó en singles el México F14 derrotando en la final a César Ramírez por un doble 6-2. Este fue el cuarto título consecutivo y el tercero sin perder un set. En dobles con Ashwin Kumar perdieron la final. Por esas participaciones se ubicó en el ranking en el puesto n.º 389.
Dos semanas más tarde Pospisil, como primer preclasificado, perdió en semifinales del México F15. Así se terminó su racha de 23 victorias seguidas. Este torneo decidió no participar de dobles. Se ubicó en el n.º 355 del ranking. Luego de una semana de descanso volvió a la acción en México pero en un challenger, el Challenger de Puebla perdió en primera ronda por un doble 3-6. En dobles, junto con Adil Shamasdin conquistaron el título.
Pospisil finalizó la temporada en el puesto n.º 341 de singles y en n.º 233 de dobles.

### 2010
Pospisil abrió su campaña 2010 perdiendo en la primera ronda de singles en el Challenger de Salinas Diario Expreso. En dobles, él y compañero Márcio Torres de Brasil alcanzaron las semifinales donde cayeron ante los gemelos Ratiwatana.
Pospisil perdió en la primera ronda de la fase de clasificación para el Challenger de Honolulu como el preclasificado n.º 8 ante Brian Battistone en sets corridos. No jugó en dobles. A la semana siguiente, tras haber obtenido el n.º 335 del ranking, Pospisil perdió en la ronda final de clasificación de Challenger de Dallas, ante Luka Gregorc por 6-7 y 4-6. En dobles, él y su compatriota Adil Shamasdin perdieron ante Scott Lipsky y David Martín por 6-7 y 3-6.
Después de una semana de descanso, Pospisil jugó el Future de EE. UU. F5 como preclasificado n.º 3, en primera ronda derrotó a Matheson Klein en tres sets, en segunda ronda vence a Gastão Elias, en cuartos de final le gana al estadounidense Blake Strode, en semifinales derrota a Nikoloz Basilashvili. Perdió la final ante Víctor Estrella, por 4-6 y 3-6. Vasek no jugó dobles en este torneo.
Por su excelente resultado en EE. UU. Pospisil dio un salto en el ranking al n.º 312. Su ranking de dobles fue también subiendo al n.º 189. Fue puesto para competir en la Copa Davis en la Zona Americana en el Grupo 1 contra Colombia, pero después del entrenamiento fue reemplazado por Steven Diez. A la semana siguiente, como el primer preclasificado en el Future ITF Canadá F2 en Montreal, Pospisil perdió en primera ronda ante Jérôme Inzerillo por un doble 4-6. En dobles él y Milos Raonic perdieron en segunda ronda.
A mediados de marzo, Pospisil volvió a ser el máximo favorito en individuales y en dobles junto a Raonic, en el Future Canadá F3. Ganó el torneo perdiendo un solo set derrotando a su amigo Raonic el n.º 2, en la final, en tres sets. En dobles, él y Raonic perdieron la final contra Cory Parr y Todd Paul por un doble 4-6. Dos semanas después, Vasek perdió en la primera ronda del Challenger Banque Nationale ante Nick Lindahl en tres sets. En dobles, él y Raonic se retiraron en su partido de primera ronda. A la semana siguiente, Pospisil perdió en la segunda ronda del Future de EE. UU. F8 de singles y dobles (junto a Ashwin Kumar).
En la segunda semana de abril, Pospisil ganó el título de dobles del Abierto Internacional del Bicentenario León junto a Santiago González como cabezas de serie. Este resultado ha sido testigo de su ascenso del ranking de dobles hasta el n.º 162. Perdió en singles en la primera ronda ante John Millman. Después de una semana sin jugar, Pospisil perdió en la primera ronda del Challenger Cola de Savannah ante Greg Jones en tres sets. En dobles, él y Siljeström Andreas también perdieron en la primera ronda.
En mayo, Pospisil perdió en la primera ronda del Abierto de Sarasota ante el preclasificado n.º 3 Kevin Kim. En dobles, él y Daniel Garza como cabezas de serie, también perdieron en la primera ronda. A la semana siguiente Pospisil, volvió a perder en la primera ronda del Trofeo Corazzi Paolo ante Martín Slanar en tres sets. Él no jugó dobles. Después de una semana de descanso, Pospisil perdió en la segunda ronda de clasificación para el Trofeo 2010 AEGON ante Prakash Amritraj. De nuevo no jugó dobles.
En junio Pospisil perdió en la primera ronda de clasificación para el Gerry Weber Open en sets corridos ante el preclasificado n.º 5 Niels Desein. A la semana siguiente perdió ante el preclasificado n.º 1 Pere Riba en la primera ronda del Abierto de Bytom ZRE Katowice por 3-6 y 1-6. En dobles, junto con el checo Jaroslav Pospíšil como los n.º 3 cabezas de serie perdieron en los cuartos de final. Después de una semana de descanso, Vasek alcanzó las semifinales en dobles del Future de EE. UU. F16, en asociación con Greg Ouellette. En singles llegó a la segunda ronda a pesar de ser el cabeza de serie. Una semana más tarde, en el Future EE. UU. F17 volvió a perder en la segunda ronda de singles como el máximo favorito ante el n.º 1315 Rhyne Williams. En dobles, jugando nuevamente con Ouellette como cabezas de serie, perdieron la final.
A principios de julio en el Future de EE. UU. F18 otra vez como el primer preclasificado, Pospisil perdió en cuartos de final ante el n.º 6 Zivkovic Dennis en tres sets. Él no jugó dobles. A la semana siguiente perdió en la primera ronda del Fifth Third Bank Tennis Championships, ante su compatriota Milos Raonic por 6-7 y 1-6. En dobles, él y Cory Parr perdieron su partido de primera ronda. A la semana siguiente, Vasek volvió a perder en primera ronda del Challenger de Granby ante Takao Suzuki por 6-7, 6-4 y 3-6. En dobles, él y Jesse Levine llegaron a las semifinales. Una semana más tarde, Vasek obtiene una invitación para el cuadro principal del Odlum Brown Vancouver Open donde perdió ante el chileno Paul Capdeville por un doble 4-6. En dobles con Daniel Chu perdieron en la primera ronda.
En agosto, Pospisil perdió en la primera ronda de clasificación para el Masters de Canadá ante Illya Marchenko por 3-6 y 4-6. En dobles con Raonic jugaron en el cuadro principal gracias a un comodín. Juntos, derrotaron al equipo de dobles de Rafael Nadal y Novak Djokovic en la primera ronda por 5-7, 6-3 y 10-8. Esta victoria, la primera en un ATP World Tour impulsó a que el ranking de dobles de Pospisil llegue al n.º 153 del mundo. Después de dos semanas de descanso Pospisil, participa en el Future ITF de México F6. Como el máximo favorito del torneo, se llevó el título de singles derrotando al preclasificado n.º 5 David Rice en la final por 6-1 y 6-2. En dobles, Pospisil y su socio Nima Roshan, los preclasificados n.º 1, perdieron en la final.
Pospisil ganó su segundo título consecutivo, el Future México F7, al derrotar al preclasificado n.º 2 Adam El Mihdawy en la final por 6-0 y 6-1. Él no jugó dobles. A la semana siguiente, perdió ante el preclasificado n.º 6 Tim Smyczek en la primera ronda del Challenger de Oklahoma por 2-6 y 1-6. En dobles con su compatriota Ludovic Duclos-Pierre como los preclasificados n.º 2, llegaron a las semifinales. A la semana siguiente, Vasek fue el primer preclasificado en el Future de Canadá F4 pero perdió en primera ronda. En dobles, él y Frank Dancevic llegaron a las semifinales. Una semana más tarde, una vez más Pospisil fue el primer preclasificado en singles, del Future de Canadá F5 y consiguió el título, derrotando al preclasificado n.º 5 Nicholas Monroe en la final por 6-3 y 6-2. Fue su octavo título de Futures individuales de su carrera. En dobles, él y su compatriota Daniel Chu, como los preclasificados n.º 3 perdieron en los cuartos de final.
Después de una semana de descanso, Pospisil viajó a Asia para un par de eventos Challenger. Se clasificó para el cuadro principal del Challenger de Tashkent en singles y para la Copa Samsung Securities en Seúl. Alcanzó la segunda ronda en ambos eventos. En dobles, él y Adil Shamasdin perdieron en la primera ronda en Tashkent, pero llegaron a la final en Seúl. Así Pospisil se movió en el ranking de individuales y de dobles alcanzando el puesto n.º 270 de singles y n.º 139 en dobles. 
Luego de estar dos semanas sin jugar, Pospisil jugó en singles la clasificación para la Copa Bauer Watertechnology, como el preclasificado n.º 4. Perdió ante el preclasificado n.º 6 Marius Copil por 3-6 y 4-6. En dobles, él y Shamasdin perdieron ante los gemelos Ratiwatana en la primera ronda del cuadro principal. A la semana siguiente, Pospisil perdió ante el alemán Dustin Brown en la primera ronda del Abierto Lambertz de STAWAG por 6-7, 7-5 y 3-6. Él no jugó dobles. Ésta fue su última acción del año 2010. 
Terminó el año en el puesto n.º 336 de singles y en el puesto n.º 153 de dobles.

### 2011
Comenzó el año 2011 jugando el Challenger de Honolulu llegó a cuartos de final perdiendo ante Michael Russell por 4-6 y 6-7. Más tarde jugó la fase de clasificación para acceder al Challenger de Caloundra pero perdió en la ronda final ante el chino Di Wu por un doble 3-6. Luego jugó la Copa Davis en sustitución del lesionado Daniel Néstor para jugar en equipo con Milos Raonic para ganar el punto de dobles (Canadá derrotó a México). A principios de marzo jugó el Future Canadá F2 pero su desempeño fue pobre ya que alcanzó los cuartos de final perdiendo ante el belga Maxime Authom por 1-6 y 3-6. A la semana siguiente jugó el Challenger de Rimouski. En singles llegó a las semifinales sin ceder un solo set pero perdió ante Fritz Wolmarans por un doble 2-6. En dobles junto con Conrad Huey venciendo en la final a los británicos David Rice y Sean Thornley por 6-0 y 6-1.
Dos semanas más tarde jugó el Future EE. UU. F8. En singles perdió en primera ronda. Pero en dobles consiguió el título con su socio Nicholas Monroe venciendo en la final a los australianos Carsten Ball y Chris Guccione por 6-4 y 6-3. En abril, ganó su tercer título de dobles, el Challenger de Tallahassee jugando con Bobby Reynolds. En singles llegó a la cuadro principal luego de jugar la fase de clasificación. Llegó a los cuartos de final luego de vencer a Brian Dabul (n.º 104) en la ronda anterior. Después de una semana de descanso, Pospisil perdió en tres sets ante el eventual campeón Bobby Reynolds en las semifinales del Challenger de León, México. En dobles, él y Nicholas Monroe llegaron a semifinales.

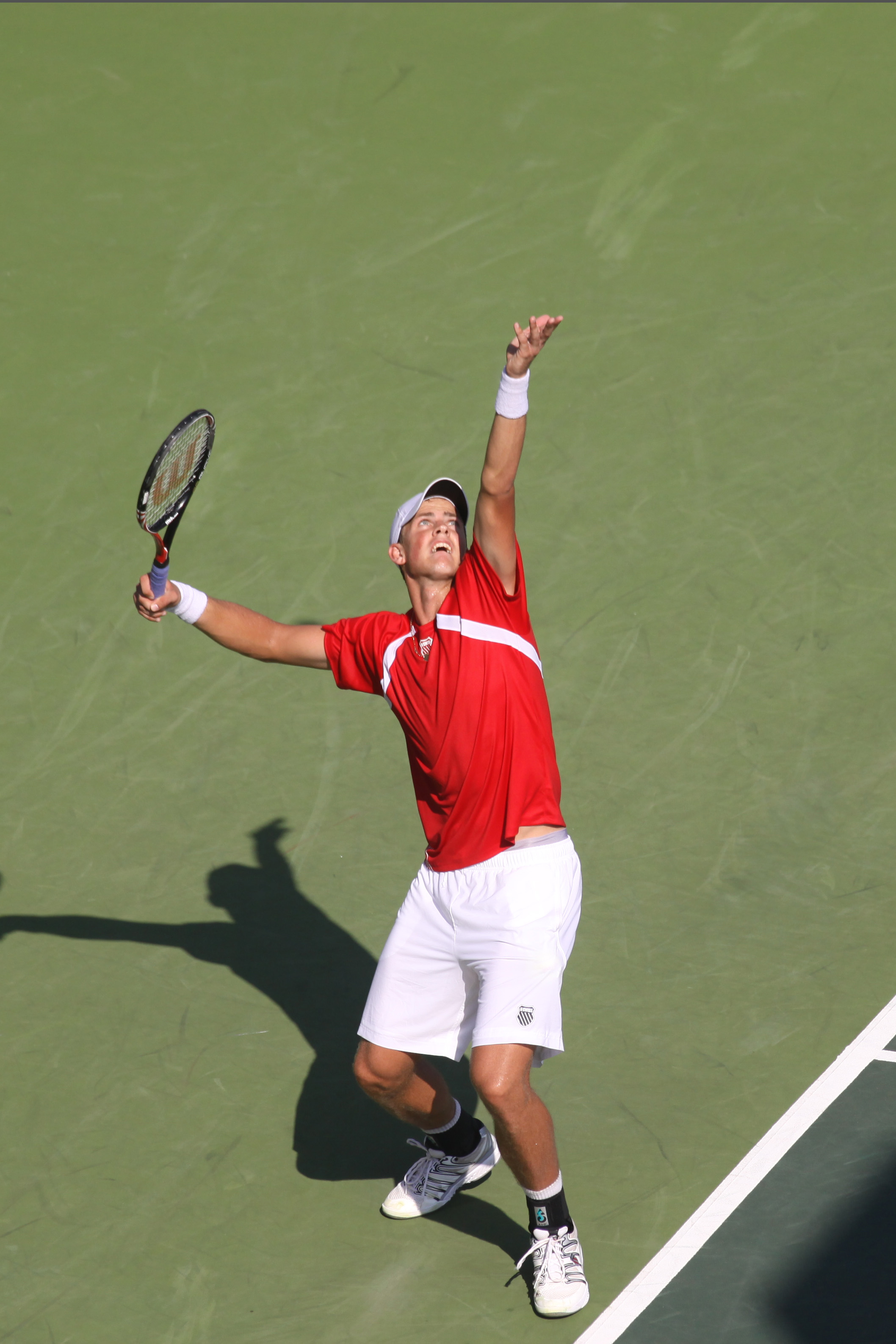
Pospisil en la Copa Davis.

En mayo Pospisil viajó a Corea del Sur. Allí jugó un challenger y dos futures. Llegó a los cuartos de final del Challenger de Busan 2011 en singles perdiendo ante el japonés n.º 114, Go Soeda. En dobles llegó a las semifinales con Jamie Baker. A la semana siguiente jugó el Future Corea del Sur F1 y como el primer preclasificado del torneo, fue derrotado en las semifinales. No jugó dobles. Una semana más tarde, otra vez como el preclasificado n.º 1, se apoderó de su noveno título en individuales coronándose en el Future Corea F2.
Más tarde trató de clasificar a un Grand Slam por primera vez. Pospisil perdió en la segunda ronda de clasificación para el Wimbledon ante Edouard Roger-Vasselin por 4-6 y 5-7. A la semana siguiente llegó a los cuartos de final en singles en el Abierto de Jalisco 2011, mientras que en dobles con Reynolds, como los preclasificados n.º 2 capturaron el título. Una semana más tarde, perdió en segunda ronda del Campeonato 2011 de Nielsen ante su socio de dobles Bobby Reynolds en tres sets de 3-6, 6-3 y 4-6. Él no jugó dobles.
Al fin de semana siguiente Pospisil fue decisivo en el equipo canadiense de Copa Davis ya que ganaron la clasificación al repechaje de la Copa Davis 2012 ante Ecuador estando la serie 0-2 abajo. Por lesión de sus dos jugadores individuales Milos Raonic y Frank Dancevic, Pospisil jugó como n.º 1 de singles y n.º 2 de dobles. Él perdió su primer partido de singles en cuatro sets ante Iván Endara por 3-6, 3-6, 7-6 y 3-6. El segundo punto lo perdió su colega Philip Bester. Pospisil y el veterano especialista en dobles Daniel Néstor tenían que ganar el punto de dobles para mantener viva la eliminatoria. Finalmente ganaron en tres sets. Impulsados por esta victoria, Pospisil ganó el cuarto punto ante Júlio César Campozano con comodidad por 6-3, 6-4 y 7-5. Bester luego ganó el quinto punto en sets corridos y decidió la serie a favor de Canadá. El equipo a enfrentar en el repechaje sería Israel en septiembre de visitante. 
Regresó a la acción una semana más tarde jugando el Challenger de Granby. Llegó a los cuartos de final venciendo en las rondas anteriores a sus compatriotas Zachary White y Steven Diez. Se retiró de su partido de cuartos de final por una lesión de tobillo cuando el partido estaba 5-6 en contra. Sin embargo era contra el preclasificado n.º 4 Karol Beck (n.º 100). Fuera de acción por un par de semanas, Pospisil volvió a la acción ganando su décimo Future ITF de singles el Canadá F4 sin perder un set. A la semana siguiente llegó a las semifinales del Challenger de Vancouver en individuales, como el preclasificado n.º 6. En dobles con Bobby Reynolds también llegó a las semifinales.
Pospisil recibió una invitación para el Masters de Canadá 2011. En la primera ronda venció al argentino n.º 22 del ranking ATP Juan Ignacio Chela por 4-6, 6-3 y 6-4, pero perdió en la segunda ronda ante el preclasificado n.º 3 y su ídolo Roger Federer por 5-7 y 3-6. En dobles, él y su compañero Adil Shamasdin perdieron en la primera ronda. Vasek jugó la fase de clasificación para acceder al Abierto de Estados Unidos 2011. Luego de clasificar al cuadro principal venció en primera ronda a Lukáš Rosol fácilmente por 6-1, 6-2 y 6-1. En segunda ronda cae ante el español Feliciano López por 7-5, 4-6, 6-7 y 6-7.
En el repechaje para participar de la Copa Davis 2012 ante Israel jugó el primer punto ante Dudi Sela. Vasek le ganó en cinco sets por 7-6, 6-7, 6-1, 6-7 y 6-3. Luego en el punto de dobles con Daniel Néstor ganaron por 4-6, 6-3, 6-4 y 6-4. Con la serie 2-2 Pospisil jugó el punto definitivo ante Amir Weintraub. Finalmente Canadá consiguió el pasaje al Grupo Mundial de la Copa Davis 2012 ya que Vasek ganó por 6-2, 7-6 y 6-4.
Más tarde jugó el Challenger de Sacramento. Perdió en primera ronda ante Thiemo de Bakker por 7-6, 6-7 y 3-6. En dobles junto a Bobby Reynolds llegaron a las semifinales derrotando en primera ronda a Steve Johnson y a Sam Querrey. A la semana siguiente disputó el Challenger de Tiburón llegando a cuartos de final perdiendo ante el n.º 70 Ryan Sweeting. En dobles con su socio Bobby Reynolds llegaron otra vez a semifinales. Luego jugó la fase de clasificación para acceder al Torneo de San Petersburgo. Ya en el cuadro principal pierde en primera ronda ante el italiano Andreas Seppi por 5-7 y 6-7. A la semana siguiente juega otra vez la fase de clasificación para llegar esta vez al Torneo de Valencia. Logra clasificar al cuadro principal y en primera ronda se enfrentó ante el estadounidense John Isner a quien vence por 6-3, 3-6 y 7-6 (9). En segunda ronda se enfrenta ante el primer preclasificado y n.º 5 de ranking ATP David Ferrer con quien pierde por un doble 3-6. Luego juega el Challenger de Knoxville y llega a los cuartos de final venciendo a Rhyne Williams por 4-6, 6-1 y 6-4. En segunda ronda le gana a Frederik Nielsen por 6-1 y 6-2 pero pierde ante Jesse Levine por 5-7 y 4-6. Luego juega el Challenger de Champaign y llega a segunda ronda.
Pospisil tuvo su mejor año. Logró sus mejores posiciones en el ranking de dobles (115°) y de singles (119°). Capturó tres Challenger de dobles, un Future de dobles y dos Futures en singles. 
Terminó su temporada en el puesto n.º 119 de singles y n.º 150 de dobles.

### 2012

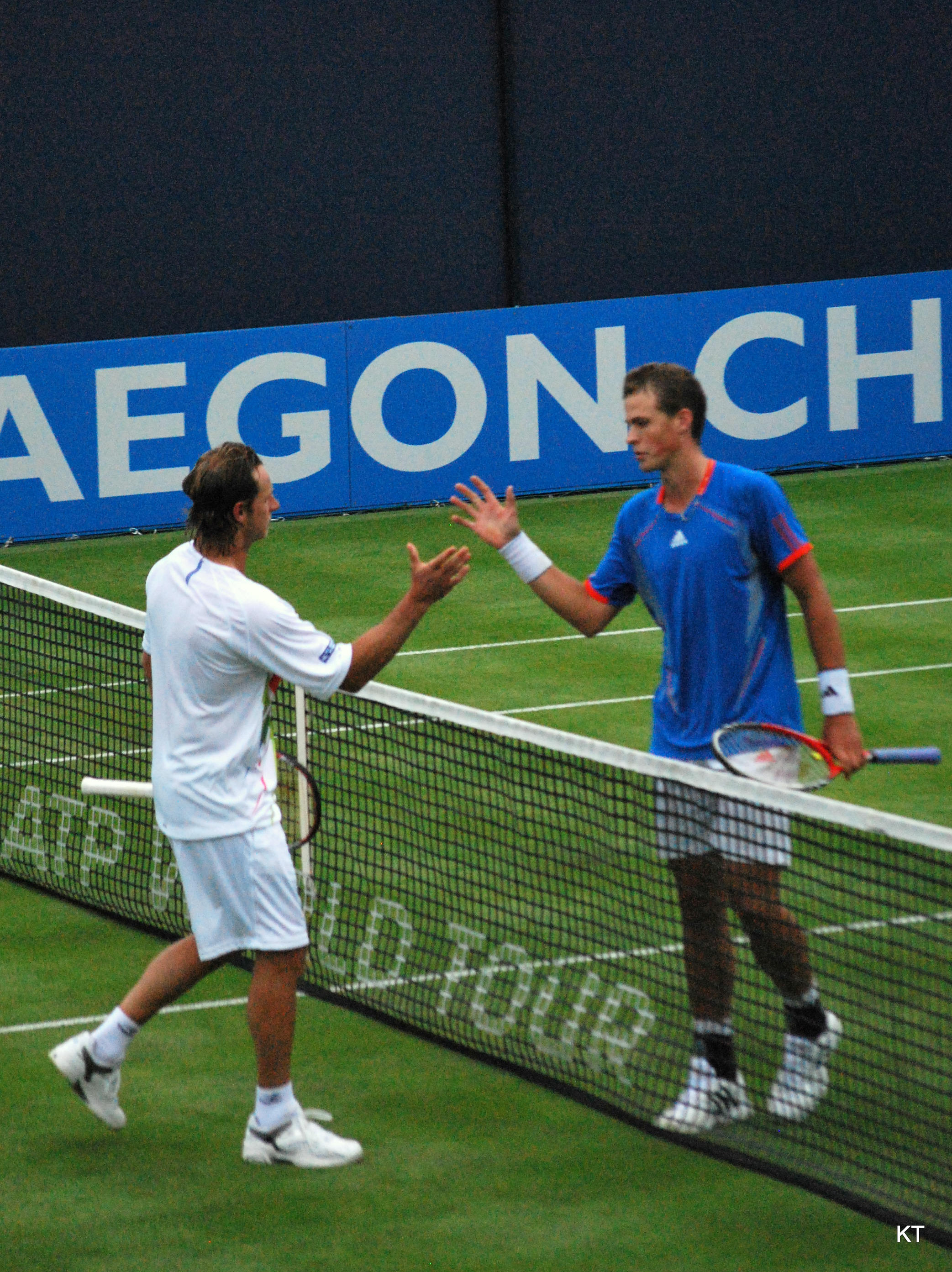
Pospisil en el Torneo de Queen's Club 2012, ante David Nalbandian con quien perdió en la primera ronda.

Pospisil comienza la temporada jugando la fase de clasificación para el Torneo de Chennai. En el cuadro principal enfrenta por la primera ronda a Andreas Beck y pierde por 3-6 y 6-7(8). También participa junto con Milos Raonic del cuadro de dobles y pierden en primera ronda ante Janko Tipsarević y Leander Paes por 3-6, 6-4 y 7-10.
Luego juega la fase de clasificación para el Abierto de Australia 2012 pero no lo consigue tras perder ante Carsten Ball. A la semana siguiente, juega el Challenger de Heilbronn y llega a cuartos de final. Más tarde, ingresa directamente al Torneo de Montpellier pero pierde en primera ronda ante Guillaume Rufin por 4-6 y 6-7(6). Luego, participa de la Copa Davis 2012 ante Francia perdiendo sus dos partidos ante Jo-Wilfried Tsonga por 1-6, 3-6, 3-6 y ante Gael Monfils por 4-6, 4-6. Logra pasar la fase de clasificación y participa del Masters de Indian Wells 2012, perdiendo en primera ronda ante Nicolas Mahut por 3-6, 2-6.
El canadiense participó del Challenger de Guadalajara perdiendo en segunda ronda ante Ruben Bemelmans. También disputó el Challenger de Rimouski, coronándose campeón tras vencer en la final a Maxime Authom por 7-6(6), 6-4. Luego juega el Challenger de Le Gosier perdiendo en primera ronda, pero entrando por primera vez al Top 100 del ranking ATP. También perdió en primera ronda del Challenger de Tallahassee ante Carsten Ball en tres sets.
En su gira de arcilla, disputó el Challenger de Sarasota, llegando a segunda ronda tras vencer a Robby Ginepri por 4-6, 6-1, 7-6(3). En dicha instancia, perdió ante Eric Prodon por 5-7, 4-6. Luego, en el Challenger de Savannah, llegó a cuartos de final, perdiendo ante Augustin Gensse por 6-2, 4-6, 5-7. También perdió en la primera ronda de las clasificaciones de Madrid, Roma y Niza. En su primer Roland Garros, perdió en primera ronda ante el local Edouard Roger-Vasselin por 6-3, 3-6, 2-6, 2-6.
En su gira de césped, jugó el Torneo de Queen's, perdiendo en primera ronda ante David Nalbandian por 6-4, 2-6, 2-6. Se clasificó para el Torneo de Eastbourne, pero perdió en la primera ronda del cuadro principal ante Ryan Harrison por 6-3, 6-7(2), 6-7(6). Disputó el Campeonato de Wimbledon, perdiendo en primera ronda ante Sam Querrey por 5-7, 7-6(5), 3-6, 4-6. Luego, disputó el Torneo de Newport, perdiendo en primera ronda ante Lleyton Hewitt por un doble 1-6. Más tarde, compitió del Challenger de Granby, en Canadá. Llegó a la final ganando todos sus partidos en tres sets. En dicha final, venció a Igor Sijsling por 7-6(2), 6-4, consiguiendo así su segundo challenger del año y de su carrera. A la semana siguiente, subió 24 puestos en el ranking de la ATP, posicionándose n.º 85 del mundo. Volvió a las canchas de Wimbledon pero para disputar los Juegos Olímpicos de Londres 2012, tras una invitación de la ITF. En primera ronda, quedó eliminado por David Ferrer con un marcador de un doble 4-6.
Luego, en el US Open Series, disputó el Masters de Canadá en Toronto por una invitación. En primera ronda, eliminó a Andreas Seppi por 4-6, 6-4, 7-6(6). En segunda ronda, perdió ante el n.º 10 del mundo, Juan Mónaco por 5-7, 4-6. También, disputó la clasificación para el Masters de Cincinnati, perdiendo en la primera ronda de la fase de clasificación ante Fabio Fognini por 4-6, 6-7(5). Luego, disputó la clasificación al US Open, como séptimo preclasificado, pero perdió en la primera ronda ante Rhyne Williams por 3-6, 4-6.
Más tarde, ayudó a su equipo de Copa Davis, a clasificarse al Grupo Mundial. En la serie ante Sudáfrica, Pospisil ganó el primer punto ante Izak van der Merwe por 6-3, 6-4, 6-4. Luego, perdió el punto de dobles, junto con Daniel Nestor por 4-6, 6-7(3), 6-7(5). Finalmente, la serie fue para los canadienses por 4 a 1. Finalizada la Copa Davis, disputó el Torneo de San Petersburgo perdiendo en primera ronda ante el local Mijaíl Yuzhny por 6-7(4), 1-6. Después, disputaría el Torneo de Kuala Lumpur tras clasificarse para el cuadro principal. En primera ronda derrotó a Jürgen Melzer por 6-4, 2-0 y retiro del austríaco, en segunda ronda se deshizo de Michael Yani por un tanteo de 6-3, 7-5, cayendo finalmente en cuartos de final ante el n.º 11 del mundo, Juan Mónaco por parciales de 3-6 y 4-6. Cerraría su temporada ATP, tras lograr clasificarse para el cuadro principal del Torneo de Viena. En primera ronda venció a Andreas Haider-Maurer por 3-6, 7-6(3), 6-1 y cayó en segunda ronda ante el italiano Paolo Lorenzi por un marcador de un doble 4-6.
Cerró su temporada, acabando en el puesto n.º 125 en singles y el n.º 304 en dobles.

### 2013
Comenzó su temporada, en la primera ronda del Grupo Mundial de la Copa Davis ante la todopoderosa España que venía cargada de bajas. Pospisil jugó su partido de dobles junto con Daniel Nestor, perdiendo ante la pareja española formada por Marc López y Marcel Granollers por un emocionante 6-4, 4-6, 7-6(4), 3-6 y 2-6. Sin embargo Canadá ganó la serie, y logró pasar por primera vez en su historia a unos cuartos de final de la Copa Davis.
Después disputó el Torneo de San José. En primera ronda logró vencer a Yevgueni Donskói por un tanteo de 7-5 y 6-1, en segunda ronda cayó ante el n.º 16 del mundo, John Isner por parciales de 6-7(3), 6-2, 3-6.
Tras no lograr clasificarse para los Torneo de Memphis y Torneo de Delray Beach, si logró la clasificación para el primer Masters 1000 de la temporada, el Masters de Indian Wells, tras vencer a Maxime Authon y Ricardas Berankis, respectivamente. Sin embargo cayó en primera ronda del cuadro principal ante el uzbeko Denis Istomin por un tanteo de 6-7(5) y 3-6. Luego disputó el Challenger de Rimouski en su país, donde logró llegar hasta la final, perdiéndola ante el sudafricano Rik de Voest por un tanteo de 6-7(6), 4-6.
Luego disputó los cuartos de final de la Copa Davis, ante Italia. Jugó el segundo partido de singles, ante el n.º 2 italiano, Andreas Seppi, quien le derrotó por un ajustado 7-5, 6-4, 4-6, 3-6, 3-6. También disputó el dobles con su compatriota Daniel Nestor ante los italianos Fabio Fognini y Daniele Bracciali a los que derrotaron por un tanteo de 6-3, 6-4, 3-6, 3-6 y 15-13. Canadá volvió a ganar 3-2 la eliminatoria y pasó a unas ya históricas semifinales.
Luego disputó dos Challenger seguidos antes de la temporada de tierra batida. En el Challenger de Guadalajara, Vasek llegó hasta las semifinales, donde fue derrotado por el estadounidense, n.º 112 del mundo Rajeev Ram por parciales de 4-6 y 3-6. Luego jugó el Challenger de Johannesburgo, donde llegó a la final, vecniendo entre otros al local y verdugo suyo en el Challenger de Rimouski, Rik de Voest. En la final derrotó al tenista polaco, n.º 151 del mundo, Michal Przysiezny por un tanteo de 6-7(7), 6-0, 4-1 y retiro de Przysiezny.
Luego llegó la tierra batida, donde no logró clasificarse para el Masters de Roma. En Roland Garros 2013 venció en primera ronda de la clasificación a Johan Sebastien Tatlot por 6-4 y 6-2, en segunda ronda se impone a Dusan Lojda por un atractivo 7-5 y 7-6(1), en la tercera ronda definitiva venció a su compatriota Frank Dancevic por un claro 6-2, 6-0 para clasificarse para el cuadro principal. Ya en primera ronda del cuadro principal, perdió ante el n.º 46, el argentino Horacio Zeballos en un increíble partido, que acabó con parciales de 6-7(9), 4-6, 7-6(4), 6-2, 6-8.
Se clasificó directamente al cuadro principal de Wimbledon. En primera ronda venció al francés Marc Gicquel por un tanteo de 6-3, 6-2 y 7-6(3), en segunda ronda cayó ante el n.º 26 del mundo, el ruso Mijaíl Yuzhny en otro atractivo partido que acabó por parciales de 2-6, 7-6(3), 6-7(7), 6-3, 4-6.
Después de Wimbledon, realizó grandes torneos. En el Torneo de Newport, venció en primera ronda a Denis Kudla por 1-6 y un doble 6-3, cayendo en segunda ronda ante el croata, n.º 167 del mundo, Ivo Karlović por parciales de 4-6, 6-1, 3-6. Posteriormente jugaría el Torneo de Bogotá. En primera ronda eliminó a Michal Przysiezny por 6-3, 3-6, 6-1, en segunda ronda se deshizo de James Duckworth al que ganó por un tanteo de 7-5, 3-6, 7-5, se coló en semifinales tras vencer en cuartos a Matteo Viola por 3-6, 6-3, 6-2, en semifinales cayó ante el tenista local y n.º 122 del mundo Alejandro Falla por parciales de 7-6(4), 3-6, 4-6. luego disputó el Challenger de Vancouver donde consiguió su segundo Challenger del año, tras ganar en la final al británico Daniel Evans por un marcador de 6-0, 1-6, 7-5.
Su confirmación defnitiva llegó en el Masters de Canadá, donde recibió una wild-card. En primera ronda se deshizo del n.º 20 del mundo John Isner en un trepidante partido que acabó en un marcador de 5-7, 7-6(5), 7-6(4), en segunda ronda se deshizo del n.º 51 Radek Štěpánek por parciales de 6-2 y 6-4, en tercera ronda eliminó al checo, n.º 6 del mundo Tomáš Berdych (probablemente su mejor victoria como profesional) por parciales de 7-5, 2-6, 7-6(5), en cuartos de final no tuvo que sudar debido a la retirada de su oponente, el ruso Nikolái Davydenko cuando Pospisil ganaba 3-0 en el primer set. En semifinales se enfrentaba ante su compatriota y n.º 13 del mundo Milos Raonic, el partido fue trepidante aunque al final cayó del lado de Raonic por un tanteo de 4-6, 6-1, 6-7(4). Tras esto Pospisil, ascendió por primera vez en su carrera al n.º 40 tras finalizar el torneo. Luego jugó el Masters de Cincinnati. En primera ronda venció al n.º 17 Gilles Simon por 6-3, 1-1 y retirada del francés, sin embargo cayó en segunda ronda ante el n.º 80 David Goffin por parciales de 5-7, 6-1, 6-7(6).
Luego llegó el cuarto Grand Slam de la temporada, el US Open, donde Pospisil llegaba en un gran momento de forma. Sin embargo cayó sorprendnetemente derrotado en primera ronda cuando ganaba los dos primeros sets y no pudo convertir 7 match-point diputados en el tercer set (4 en el decimosegundo juego), frente al brasileño Rogério Dutra da Silva perdiendo finalmente por un tanteo de 6-4, 6-3, 6-7(9), 2-6, 6-7(10). En dobles junto con Daniel Nestor, llegó tercera ronda, perdiendo ante los hermanos Bryan en tres sets. Luego disputó la Copa Davis, por un puesto en una histórica final ante Serbia. Pospisil jugó el primer sencillo ante el n.º 1 de Serbia y del mundo, Novak Djokovic, ante el que poco pudo hacer, cayendo por 2-6, 0-6, 4-6. El sábado jugó el dobles junto con Daniel Nestor ante la pareja formada por Ilija Bozoljac y Nenad Zimonjic a los que ganaron por 6-7(6), 6-4, 3-6, 7-6(5), 10-8, poniendo 1-2 la eliminatoria para Canadá. Tras perder Raonic con Djokovic y poner los serbios el 2-2, Pospisil se la jugaba ante Janko Tipsarević en el punto decisivo, donde el serbio le venció por 6-7(3), 2-6, 6-7(6), quedándose Canadá a las puertas de una histórica final.
Luego comenzó su gira asiática, en el Torneo de Kuala Lumpur. En primera ronda venció a Victor Hanescu por 1-6, 6-1, 6-3, cayendo en segunda ronda ante el n.º 59 Federico Delbonis por parciales de 6-7(2), 6-7(1). Quedó eliminado en primera ronda del Torneo de Tokio ante el n.º 4 del mundo David Ferrer por un tanteo de 4-6, 6-3, 6-7(2). Cerró su gira por Asia en el Masters de Shanghái. En primera ronda venció sorprendentemente al n.º 10 del mundo, Richard Gasquet, por parciales de 6-3 y 6-4, cayendo ante el n.º 32 Gaël Monfils en segunda ronda por un tanteo de 5-7, 6-7(4).
Terminó su temporada, con los torneos de pista dura, en canchas cerradas de Europa. En el Torneo de Viena venció en primera ronda al ex n.º 1 Lleyton Hewitt por 7-6(6) y 6-4 y perdió en segunda ronda ante Robin Haase por un tanteo de 6-7(3), 7-6(5), 2-6. Luego realizó un gran Torneo de Basilea. En primera ronda venció se vengó de Robin Haase a quien ganó por un doble 6-4, en segunda ronda se deshizo de Ivo Karlović por un claro 6-3 y 6-4, en cuartos de final le ganó al n.º 29 del mundo Ivan Dodig por 7-6(11) y 6-4, para así enfrentarse a su ídolo Roger Federer en semifinales, quien le derrotó por un apretado 7-6(11), 6-4. Cerró su temporada cayendo en primera ronda del Masters de París 2013 ante el español Pablo Andújar por parciales de 4-6, 6-2, 4-6.
Acabó la temporada como el n.º 32 en singles y el n.º 88 en dobles, sus dos puestos más altos en su carrera, al finalizar una temporada, y confirmándose como una promesa de futuro.

### 2014
Pospisil arranca la temporada como n.º 32 del mundo.
Su primer torneo de forma oficial de la temporada fue el de Chennai. En primera ronda derrotó sin complicaciones al británico Kyle Edmund por 6-3 y 7-5. En segunda ronda, su contrincante Yen-Hsun Lu, no se presentó al partido, por lo que Pospisil pasó sin jugar. En cuartos de final venció al tenista local Yuki Bhambri por un doble 6-3. En semifinales cayó derrotado ante el preclasificado n.º 1 Stanislas Wawrinka por 4-6, 5-5 y retiro de Pospisil debido a problemas de espalda.
Con esos problemas de espalda, llegó al primer Grand Slam del año, el Abierto de Australia 2014, donde era el preclasificado n.º 28. En primera ronda derrotó a Samuel Groth por un cómodo 6-4, 6-3, 6-4. En segunda ronda sufrió para derrotar al local 	Matthew Ebden por parciales de 3-6, 7-6(6), 7-6(9), 6-1. En tercera ronda no se presentó a su partido ante el posterior campeón Stanislas Wawrinka, debido a que sus dolores de espalda no remitían. Esta lesión le impidió acudir a la primera ronda de Copa Davis, donde Canadá cayó ante Japón.
Tras un mes reapareció en el Torneo de Acapulco, donde cayó en primera ronda en menos de una hora ante Alexandr Dolgopolov por un doble 2-6. Luego embarcó en el primer Masters 1000 del año, el de India Wells. Tras pasar la primera ronda al ser cabeza de serie, fue superado en la segunda por un contundente 0-6 y 2-6 ante el kazajo Mijaíl Kukushkin. Semanas más tarde jugó el Masters de Miami donde también cedió en segunda ronda ante el esloveno Aljaz Bedene por 7-6(5), 5-7, 3-6 continuando sus dolores de espalda.
Tras esto se llegó al comienzo de la temporada de tierra batida. Tras ser duda hasta última hora, finalmente jugó el Masters de Montecarlo donde cayó en primera ronda ante el español Roberto Bautista-Agut por un doble 2-6. Luego jugó en Bucarest donde cayó también en el primer partido ante el local Adrian Ungur por 7-5, 2-6 y 1-6. Los dolores de espalda no remitían por lo que decidió bajarse a última hora del Masters de Madrid. Si jugó en Roma, donde mostró cierta mejoría, aunque acabó cayendo ante Kevin Anderson en un atractivo partido por 5-7 y 6-7(4). Como el preclasificado n.º 30 llegaba al segundo Grand Slam de la temporada, Roland Garros 2014, donde caería en poco más de una hora en primera ronda ante el ruso Teimuraz Gabashvili por 4-6, 2-6 y 3-6.
Su temporada de césped arrancó como de costumbre en el Queens Aegon Championship. Cortó una racha de nueve derrotas seguidas en primera ronda al vencer al italiano Paolo Lorenzi por 6-3, 3-6 y 6-3. En segunda ronda cayó ante Sergui Stajovski por un doble 4-6. Jugó también el Torneo de 's-Hertogenbosch donde llegó a unos cuartos de final cinco meses después. Derrotó en primera ronda al serbio Dušan Lajović por 6-4 y 7-5, en segunda ronda a Jan-Lennard Struff por un contundente 6-4 y 6-2 para caer en cuartos ante el alemán Benjamin Becker por 7-6(3), 6-7(5), 4-6.
Entró como el preclasificado n.º 31 tras la baja de Nicolás Almagro para Wimbledon (tercer grande del año), pero sus buenas sensaciones en césped se esfumaron en primera ronda del All England Tennis Club al caer ante Robin Haase por parciales de 7-6(6), 4-6, 7-5 y 6-3.

### 2015
Pospisil alcanzó la tercera ronda del Abierto de Australia 2015, para lugor ser derrotado por Guillermo García-López.
En el Campeonato de Wimbledon, Pospisil derrotó a Fabio Fognini y Viktor Troicki entre otros para llegar a cuartos de final, tras lo cual cayó ante Andy Murray.

## Torneos de Grand Slam

### Dobles

#### Títulos (1)
| Año  | Torneo    | Pareja    | Oponentes en la final | Resultado                     |
| 2014 | Wimbledon | Jack Sock | Bob Bryan Mike Bryan  | 7-6(5), 6-7(3), 6-4, 3-6, 7-5 |

## Títulos ATP (6; 0+6)

### Individual (0)
| Leyenda                  |
| Grand Slam (0)           |
| ATP World Tour Final (0) |
| ATP Masters 1000 (0)     |
| ATP World Tour 500 (0)   |
| ATP World Tour 250 (0)   |

#### Finalista (3)
| N.º | Fecha                   | Torneo      | Superficie | Oponente en la final | Resultado        |
| --- | ----------------------- | ----------- | ---------- | -------------------- | ---------------- |
| 1.  | 3 de agosto de 2014     | Washington  | Dura       | Milos Raonic         | 1-6, 4-6         |
| 2.  | 9 de febrero de 2020    | Montpellier | Dura (i)   | Gaël Monfils         | 5-7, 3-6         |
| 3.  | 14 de noviembre de 2020 | Sofía       | Dura (i)   | Jannik Sinner        | 4-6, 6-3, 6-7(3) |

### Dobles (6)
| Leyenda                         |
| Grand Slam (1)                  |
| ATP Wourld Tour Finals (0)      |
| ATP Masters 1000 World Tour (1) |
| ATP World Tour 500 series (2)   |
| ATP World Tour 250 series (2)   |

| N.º | Fecha                 | Torneos      | Superficie | Pareja        | Oponentes                            | Resultado                     |
| --- | --------------------- | ------------ | ---------- | ------------- | ------------------------------------ | ----------------------------- |
| 1.  | 5 de julio de 2014    | Wimbledon    | Hierba     | Jack Sock     | Bob Bryan Mike Bryan                 | 7-6(5), 6-7(3), 6-4, 3-6, 7-5 |
| 2.  | 27 de julio de 2014   | Atlanta      | Dura       | Jack Sock     | Steve Johnson Sam Querrey            | 6-3, 5-7, [10-5]              |
| 3.  | 21 de marzo de 2015   | Indian Wells | Dura       | Jack Sock     | Simone Bolelli Fabio Fognini         | 6-4, 6-7(3), [10-7]           |
| 4.  | 11 de octubre de 2015 | Pekín        | Dura       | Jack Sock     | Daniel Nestor Édouard Roger-Vasselin | 3-6, 6-3, [10-6]              |
| 5.  | 14 de febrero de 2016 | Róterdam     | Dura (i)   | Nicolas Mahut | Philipp Petzschner Alexander Peya    | 7-6(2), 6-4                   |
| 6.  | 23 de febrero de 2020 | Marsella     | Dura (i)   | Nicolas Mahut | Wesley Koolhof Nikola Mektić         | 6-3, 6-4                      |

#### Finalista (5)
| N.º | Fecha                  | Torneos      | Superficie | Pareja          | Oponentes                           | Resultado        |
| --- | ---------------------- | ------------ | ---------- | --------------- | ----------------------------------- | ---------------- |
| 1.  | 4 de abril de 2015     | Miami        | Dura       | Jack Sock       | Bob Bryan Mike Bryan                | 3-6, 6-1, [8-10] |
| 2.  | 8 de noviembre de 2015 | París        | Dura (i)   | Jack Sock       | Ivan Dodig Marcelo Melo             | 6-2, 3-6, [5-10] |
| 3.  | 19 de marzo de 2016    | Indian Wells | Dura       | Jack Sock       | Pierre-Hugues Herbert Nicolas Mahut | 3-6, 6-7(5)      |
| 4.  | 6 de enero de 2017     | Doha         | Dura       | Radek Štěpánek  | Jérémy Chardy Fabrice Martin        | 4-6, 6-7(3)      |
| 5.  | 18 de julio de 2021    | Newport      | Hierba     | Austin Krajicek | William Blumberg Jack Sock          | 2-6, 6-7(3)      |